# Властимил Грубий
Властимил Грубий (чеськ. Vlastimil Hrubý, нар. 21 лютого 1985, Зноймо) — чеський футболіст, воротар клубу «Збройовка». Виступав також за низку інших чеських клубів.

## Ігрова кар'єра
Властимил Грубий народився 1985 року в місті Зноймо, та є вихованцем футбольної школи клубу «Збройовка». У 2004 році футболіста перевели до основної команди клубу, проте за клуб воротар так і не зіграв, та весь ігровий час проводив у оренді в клубах «Татран» (Когутовіце), «Ксаверов» і «Доста». У 2009 році Грубий перейшов до клубу «Зноймо», в якому став футболістом основного складу команди, та грав до 2014 року. З 2014 до 2022 року футболіст грав у складі клубу «Яблонець», де також став основним воротарем команди. З 2022 року Властимил Грубий знову грає у складі клубу «Збройовка».